# 猪之頭湧水群
猪之頭湧水群（いのかしらゆうすいぐん）は静岡県富士宮市にある富士山の地下水の湧泉群である。富士箱根伊豆国立公園に位置する。

## 概要
富士山溶岩中の地下水が湧出したものであり、日量合計12万m3もの湧出量を有する。また芝川の源流にあたり、ニジマスの養殖地や、ワサビの栽培地としても知られる。
湧出地点は古富士泥流と新富士溶岩流の境界が地表に露出した地点に多いとされる。かつては湧水量の増減が認められたこともあり、1958年（昭和33年）に渇水期が、1982年（昭和57年）には増水が認められた。
環境省により「重要湿地」に指定されている。

## 湧水群を構成するもの
猪之頭湧水群のうち、富士宮市の「保存湧水池」に指定されている箇所として、以下の地点がある。
| 所在地（保存湧水池指定番号）                 | 湧水量・日量（m3） | 位置/座標値                            | 画像 |
| -------------------------------------------- | ------------------ | -------------------------------------- | ---- |
| 猪之頭538-1地先（陣馬の滝）（6）             | 48,000             | 北緯35度21分58.4秒 東経138度33分39.9秒 |      |
| 猪之頭2616-1地先 （7）                       | 14,000             | 北緯35度21分52.9秒 東経138度33分39.1秒 |      |
| 猪之頭2601地先（8）                          | 13,000             | 北緯35度21分53.4秒 東経138度33分36.3秒 |      |
| 猪之頭536地先（9）                           | 13,000             | 北緯35度21分57.2秒 東経138度33分44.8秒 |      |
| 猪之頭698-1地先（10）                        | 13,000             | 北緯35度22分10.4秒 東経138度33分45.8秒 |      |
| 猪之頭862-1地先 （猪之頭伊勢大神明宮）（11） | 2,600              | 北緯35度22分13.0秒 東経138度33分50.7秒 |      |
| 猪之頭1565-1地先（12）                       | 13,000             | 北緯35度21分35.1秒 東経138度34分8.2秒  |      |